# Jasmin Eder
Jasmin Eder, née le 8 octobre 1992 à Vienne en Autriche, est une footballeuse internationale autrichienne jouant au poste de milieu de terrain.

## Biographie

### En club
Jasmin Eder commence le football en 2001 avec l'équipe junior de l'USC Landhaus Vienne et est appelée dans l'équipe professionnelle en 2007. Lors du mercato d'été 2009, elle part en Allemagne en deuxième division sud et joue deux ans avec l'équipe réserve du Bayern Munich. Elle joue ensuite dans la partie nord de la deuxième division, au BV Cloppenburg, lors de la saison 2011-2012.
Jasmin Eder s'engage ensuite au VfL Sindelfingen lors du mercato d'été 2012, club ayant remporté la partie sud de la deuxième division, synonyme de promotion en première division, lorsqu'elle arrive au club. Elle est titulaire en Bundesliga dès la première journée lors d'une défaite 1-9 face au champion, le 1. FFC Turbine Potsdam. Sindelfingen termine avant-dernier cette saison-là.
Jasmin Eder décide de rentrer en Autriche à l'été 2013 et s'engage avec le vice-champion à ce moment-là, le FSK Sankt Pölten-Spratzern. Elle remporte la coupe d'Autriche dès sa première année au club et finit vice-championne. La saison 2014-2015 est encore meilleure, le club réalisant le doublé coupe-championnat, performance réitérée la saison suivante, mais elle joue peu en championnat et pas du tout en coupe. Les saisons se suivent et se ressemblent pour le SKN Sankt Pölten (nouveau nom du club à la suite d'une fusion), qui remporte tous les championnats et toutes les coupes nationales. Jasmin Eder cumule 8 championnats d'Autriche et 5 coupes d'Autriche.
Elle arrête sa carrière en club à l'issue de la saison 2022-2023. Un modèle 3D de Jasmin Eder se trouve dans la vitrine des trophées du club.

### En sélection
Jasmin Eder est dans un premier temps sélectionnée avec les moins de 19 ans autrichiennes. Elle honore sa première sélection en équipe d'Autriche le 22 octobre 2011 contre le Danemark en entrant à la 75e minute.

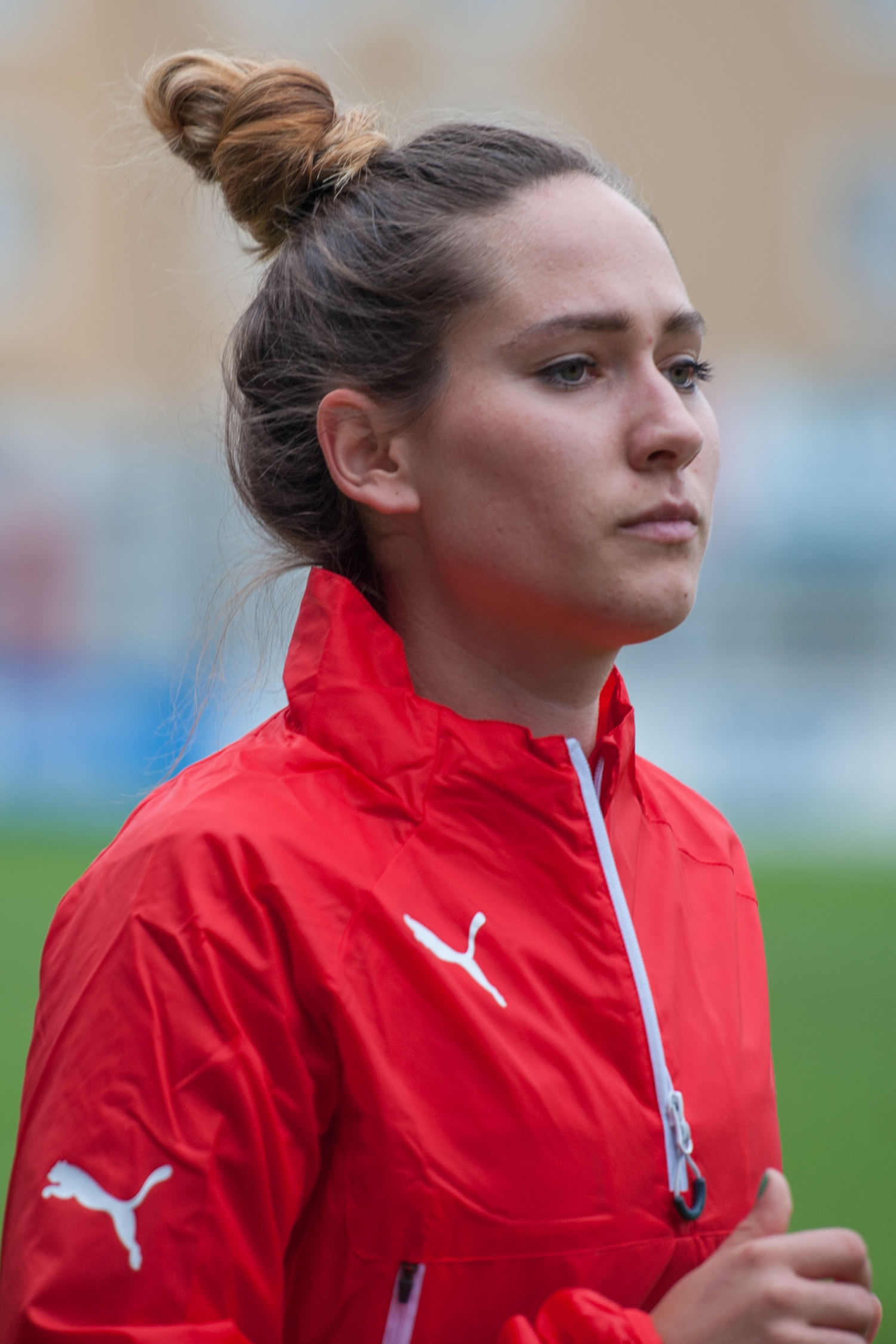
Jasmin Eder en 2016 avec l'équipe nationale autrichienne.

En mars 2016, elle remporte le tournoi de Chypre, son premier trophée avec la sélection.
Elle est appelée dans l'effectif autrichien finissant en demi-finales de l'Euro 2017, mais ne joue que 6 minutes face à la France.

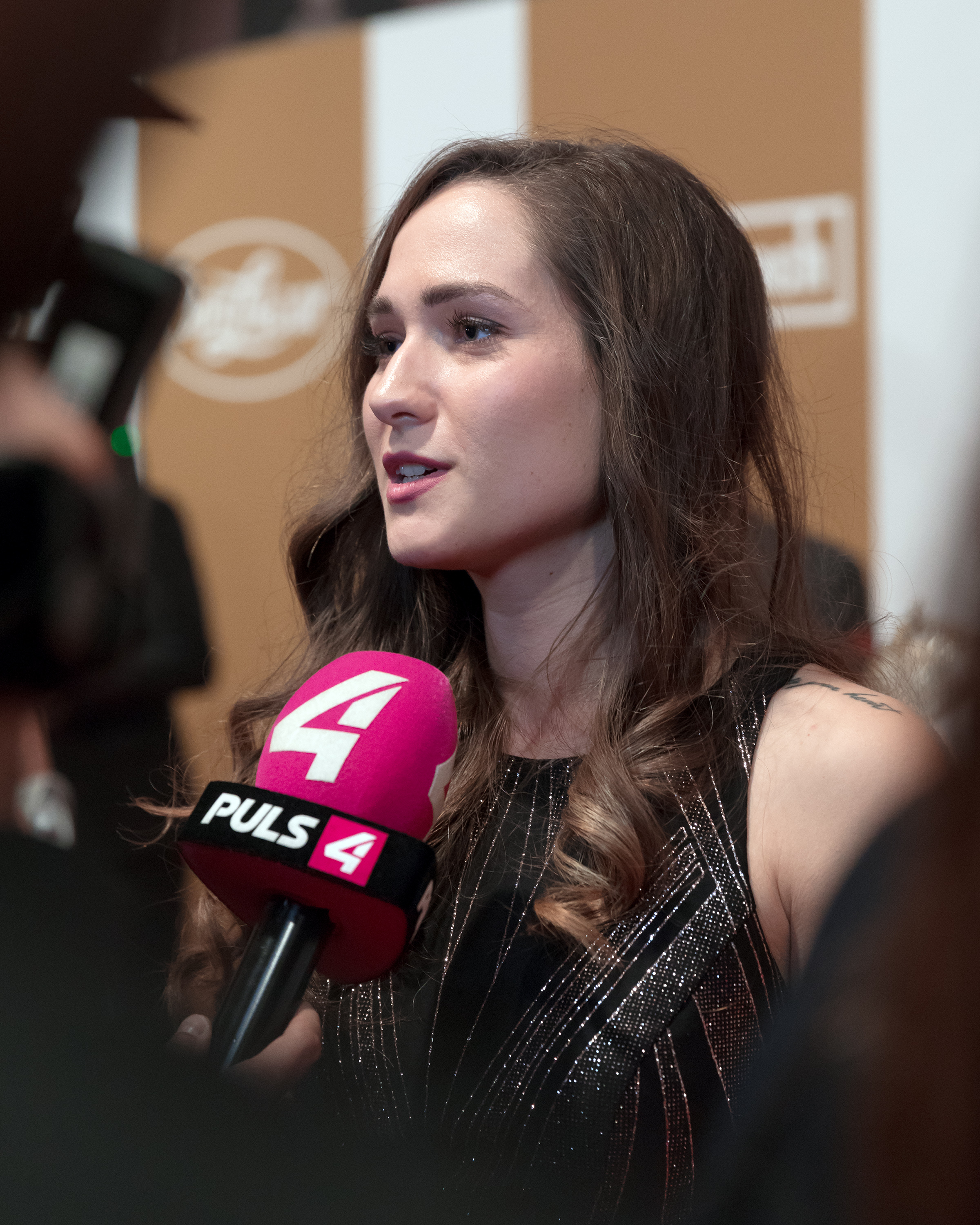
Jasmin Eder, interviewée lors de la remise du prix du sportif de l'année 2017 en Autriche, attribué cette année-là à l'entièreté de l'équipe nationale féminine autrichienne pour son parcours à l'Euro.

Elle est également appelée pour participer à l'Euro 2022, où l'Autriche termine en quarts de finale, mais elle n'entre pas en jeu. Elle arrête sa carrière internationale fin 2022, après 55 matchs internationaux.

## Palmarès

### En club
- FSK Sankt Pölten-Spratzern
  - Vainqueure de la coupe d'Autriche en 2014, 2015 et 2016
  - Vainqueure du championnat d'Autriche en 2015 et 2016

- SKN Sankt Pölten
  - Vainqueure de la coupe d'Autriche en 2017 et 2018
  - Vainqueure du championnat d'Autriche en 2017, 2018, 2019, 2021, 2022 et 2023

### En sélection
- Équipe d'Autriche
  - Vainqueure du Tournoi de Chypre en 2016